# Ashfield Green (West Suffolk)
Ashfield Green – przysiółek w Anglii, w hrabstwie Suffolk, w dystrykcie West Suffolk. Leży 31 km na północ od miasta Ipswich i 134 km na północny wschód od Londynu.